# Маллин, Гэвин
Гэвин Маллин (англ. Gavin Mullin, родился 29 ноября 1997 года в Дублине) — ирландский регбист, центровой клуба «Ленстер» из Про14 и клуба ЮКД (Университетский колледж Дублина) из Всеирландского чемпионата; игрок сборной Ирландии по регби-7. Сын регбиста Брендана Маллина, участника первых трёх чемпионатов мира от сборной Ирландии.

## Биография
Как и свой отец Брендан, Гэвин учился в колледже Блэкрок. Позже поступил в Университетский колледж Дублина, где изучал право и бизнес. Играл за команды обоих колледжей. Маллин поступил в академию клуба «Ленстер» из Про14 в сезоне 2017/2018, дебютировав в том сезоне против команды «Цебре».
В 2017 году Гэвин провёл семь матчей за сборную Ирландии не старше 20 лет в рамках молодёжного Кубка шести наций и чемпионата мира U-20. Чемпионат мира завершился для ирландцев сенсационным провальным 9-м местом: Ирландия впервые проиграла в истории хозяевам, Грузии.
В 2020 году Гэвин решил переключиться на регби-7: клуб «Ленстер» отпустил его, а Ирландский регбийный союз предложил Гэвину провести тренировки с ирландской сборной. Из-за пандемии COVID-19 его участие в отборе на Олимпиаду в Токио было отложено на год. В финальном олимпийском отборочном турнире в Монако Гэвин не сыграл из-за травмы, однако его сборная вышла на Олимпиаду в Токио, победив Францию со счётом 28:19. Сам Маллин успел восстановиться к старту олимпийского турнира. На турнире его сборная заняла всего лишь 10-е место, но Гэвин сыграл 4 матча из 5 и набрал 15 очков, занеся две попытки в матче против США.